# 2069 Hubble
2069 Hubble eller 1955 FT är en asteroid i huvudbältet, som upptäcktes 29 mars 1955 av Indiana Asteroid Program vid Indiana University Bloomington med Goethe Link Observatory. Asteroiden har fått sitt namn efter den amerikanske astronomen Edwin Hubble.
Asteroiden har en diameter på ungefär 38 kilometer.